# Sliders
Sliders is een Amerikaanse sciencefictiontelevisieserie, die in Amerika werd uitgezonden van 1995 tot en met 1999. De serie kent vijf seizoenen, en een totaal van 88 afleveringen.
Het hoofdthema van de serie is alternatieve geschiedenissen en parallelle universums. In de serie reizen de hoofdrolspelers door te 'sliden', wat 'glijden' betekent, door een wormgat naar een parallel universum. De serie is bedacht door Robert K. Weiss enTracy Tormé. Uitvoerend producenten waren Tormé, Weiss, Leslie Belzberg, John Landis, David Peckinpah, Bill Dial en Alan Barnette. De serie werd geproduceerd in Vancouver en grotendeels opgenomen in Los Angeles.

## Verhaal

### Intro
Quinn Mallory is een talentvolle natuurkundestudent. In de kelder van zijn ouderlijk huis in San Francisco experimenteert hij met van alles. Als hij op een dag een anti-zwaartekracht-apparaat probeert te maken, ontdekt hij een manier om een toegangspoort (in de vorm van een soort 'gat' in de lucht) te openen naar een parallel universum. Welk universum dat is, is volstrekt willekeurig. De dimensie wordt bepaald zoals een balletje in een roulette met een oneindig aantal vakjes. Quinn besluit na een aantal tests zelf door de poort te gaan. Maar om er zeker van te zijn dat hij kan terugkeren naar zijn eigen wereld maakt hij een apparaat genaamd de 'timer'. Deze zal hem na een bepaalde tijd kunnen laten terugkeren naar zijn eigen universum.
Na zijn succesvolle poging laat hij zijn ontdekking zien aan professor Arturo en Quinns medestudent Wade Wells, en stelt hen voor mee te gaan om het zelf te ervaren.
Ze besluiten met Quinn mee te gaan. Omdat ze nu met zijn drieën door de poort gaan, voert Quinn de energie van de timer op. Doordat hij de timer echter te veel opvoert, begint de poort te 'lopen' en zo komt de poort buiten de kelder van Quinn en op straat. Op de straat wordt zanger Rembrandt Brown, die toevallig net langs het huis van Quinn reed, meegezogen in de poort alvorens de poort sluit.
De vier belanden in een parallel universum waarin San Francisco zich in een ijstijd bevindt. Net als bij Quinns eerste test kunnen ze na een door de timer vastgestelde tijd terugkeren naar hun eigen wereld. Wanneer er echter een grote tornado recht op hen afkomt worden ze voor een dilemma gezet: wachten tot de timer weer op 0 staat en de poort naar hun eigen wereld kan openen, of de timer resetten en ter plekke een nieuwe poort openen waarbij er een zeer grote kans bestaat dat ze in een willekeurig ander universum terechtkomen. Omdat de kans dat ze de tornado overleven nihil is en de timer pas over enkele uren op 0 staat besluiten ze de gok te wagen. De gok pakt (uiteraard) verkeerd uit. Dit is het begin van een lange reis door tal van parallelle universums, waarbij ze bij iedere slide hopen dat dit de slide is die hen weer thuisbrengt.

### Seizoen 1
Seizoen 1 draait geheel rond de originele vier Sliders die proberen hun universum, Earth Prime, terug te vinden. De laatste aflevering eindigt met een cliffhanger, waarin Quinn wordt neergeschoten door zijn achtervolgers op het moment dat hij als laatste van de groep door het wormgat springt.

### Seizoen 2
In de eerste aflevering van het tweede seizoen wordt er gezocht naar een geneesheer die Quinn's schotwond kan behandelen. Tijdens deze aflevering komen ze erachter dat er een machtige tovenaar bestaat, die hen terug naar hun eigen wereld kan brengen. Deze machtige tovenaar blijkt een parallelle versie van Quinn Mallory te zijn, die ook een toegangspoort tot wormgaten heeft uitgevonden. Wanneer ze door deze poort stappen, lijkt het erop dat ze uiteindelijk toch hun eigen wereld hebben teruggevonden. Ze hebben echter maar enkele minuten om te controleren of de wereld waar ze dan zijn werkelijk hun eigen wereld is, voordat het nieuwe wormgat zich opent. De vier besluiten het risico niet te nemen om 29 jaar in een verkeerde wereld vast te zitten en sliden uiteindelijk door naar de volgende wereld. Alleen de kijker komt erachter dat ze even in hun eigen wereld waren.
Later in dit seizoen ontmoeten de Sliders voor het eerst de Kromaggs, mensen die uit een agressieve apensoort geëvolueerd zijn. Hoewel ze maar een kleine rol spelen in dit seizoen, vormen ze in latere seizoenen een grote bedreiging.

### Seizoen 3
In de tweedelige aflevering "Exodus" wordt de aarde bedreigd door een pulsar en de Sliders helpen met evacueren van de bewoners door middel van slidingtechnologie. Ze ontwikkelen een nieuwe timer die hen tevens kan terugbrengen naar hun thuisdimensie. Helaas neemt een nieuwe vijand, Kolonel Rickman, deze timer en vlucht naar een andere dimensie op zoek naar hersenvocht om zijn hersenaandoening te behandelen. Maar voordat hij de dimensie verlaat vermoordt hij professor Arturo en de echtgenoot van een zekere Maggie Beckett (Kari Wuhrer). Zij gaat nu met de Sliders mee als die de sprong maken zonder professor Arturo.
In de episode "This Slide of Paradise" weten ze eindelijk kolonel Rickman op te sporen en hem de timer afhandig te maken. Quinn stuurt Wade en Rembrandt via de vortex naar Earth Prime, maar hij moet met Maggie uitwijken naar een andere dimensie.

### Seizoen 4
Na enkele weken komen Quinn en Maggie ook in Earth Prime, waar Quinn ontdekt dat de Kromaggs inmiddels ook zijn dimensie hebben overgenomen en Wade hebben opgepakt. Als hij Rembrandt heeft ontdekt zit er niets op dan op zoek te gaan naar Wade.
In nog een andere dimensie komen ze Colin Mallory tegen, die de broer van Quinn blijkt te zijn. Hij vergezelt de groep voortaan met sliden.
Het blijkt in dit seizoen dat Quinn in werkelijkheid niet op Earth Prime is geboren, maar in een ander alternatief universum. Dit universum werd veroverd door de Kromaggs, waarna Quinn's ouders hem en Colin naar verschillende universums stuurden voor hun bescherming.

### Seizoen 5
Tijdens een slide raakt Colin 'verloren' in de vortex en wordt niet meer teruggezien. Ook fuseert Quinn tijdens deze slide met een parallelle versie van zichzelf; één die totaal niet lijkt op hem. Hierdoor verandert hij in een bijna geheel ander persoon die verdergaat onder de naam Mallory. Ten slotte voegt Dr. Diana Davis zich bij het team omdat ze zich verantwoordelijk voelt voor wat er met Quinn is gebeurd.
In de laatste aflevering belanden de Sliders in een wereld waar de mensheid de Kromagg heeft verslagen met een virus dat elk mens nu bij zich draagt. Op het einde krijgt Rembrandt dit virus toegediend en maakt in zijn eentje een reis door de vortex om de Kromaggs op Earth Prime te verslaan. Of hem dit lukt wordt nooit onthuld, omdat dit zou worden getoond in een eventueel zesde seizoen.
Dit laatste seizoen kent dus een open einde. Aanvankelijk was er wel een echt einde geschreven, maar tijdens de opnames van de laatste afleveringen kreeg men te horen dat de serie zo goed als zeker nog een seizoen zou krijgen. Daarop besloot men de serie met een cliffhanger te laten eindigen. Maar tegen het einde van het televisieseizoen bleek de serie voor het volgende seizoen alsnog te zijn geschrapt.

## Verandering van thema’s
De thematiek van de serie veranderde gedurende de verschillende seizoenen.
In de eerste twee seizoenen lag de nadruk vooral op alternatieve geschiedenissen. Bijvoorbeeld: wat zou er gebeuren als de Sovjet-Unie Amerika had veroverd, of als er nooit penicilline was uitgevonden.
Na de eerste twee seizoenen kwam de productie van de serie in handen van Fox Network te liggen. De afleveringen van de serie veranderden hiermee duidelijk van ondertoon; ze werden meer gericht op actie en minder op de alternatieve geschiedenissen. Ook de karakters van de hoofdpersonen bleven niet allemaal even gelijk. Zo kreeg Quinn meer de status van actieheld dan die van beschouwer.
In het vierde en vijfde seizoen werd de serie geproduceerd door Sci-Fi Channel. In deze seizoenen keerde het concept van alternatieve geschiedenissen deels terug, maar stond de oorlog tegen de Kromaggs vooral centraal. Een deel van de fans is van mening dat dit de reden was dat de serie het niet redde.

## Concepten

### Timer
De timer is een apparaat dat doet denken aan een mobiele telefoon of een afstandsbediening. Deze timer heeft een teller die telkens nadat de Sliders zijn afgereisd naar een parallel universum aangeeft over hoeveel minuten, uren of zelfs dagen er een nieuwe poort kan worden geopend. De Sliders hebben geen controle over hoelang dit duurt, en als ze een poging om een poort te openen missen moeten ze 29,7 jaar wachten voordat ze weer een poging kunnen wagen. Oorspronkelijk werd de timer door Quinn gemaakt om er zeker van te zijn dat hij kon terugkeren naar zijn eigen universum, maar deze functie is verloren gegaan toen de Sliders de timer moesten resetten om te ontsnappen aan een tornado.

### Dubbelgangers
Een van de concepten van de serie was het bestaan van dubbelgangers. Op veel parallelle werelden kwamen de Sliders alternatieve versies van zichzelf tegen. Veel van deze dubbelgangers vertoonden zowel qua uiterlijk als persoonlijkheid grote gelijkenissen met de Sliders (voorbeeld: veel van de alternatieve Quinns hadden ook de slidingtechniek uitgevonden, of waren hard op weg dat te doen). Maar soms leken de dubbelgangers qua persoonlijkheid helemaal niet op de Sliders.
In de aflevering "Post Traumatic Slide Syndrome" ontdekte Arturo’s dubbelganger ook de slidingtechnologie, en probeerde met de Sliders mee te reizen door zich voor te doen als 'hun' Arturo. Op het einde gingen Rembrandt, Quinn en Wade door de vortex, maar kwam Arturo in een gevecht met zijn dubbelganger. Sinds dat moment heeft er altijd onzekerheid geheerst onder de Sliders of de Arturo die hen uiteindelijk achterna kwam door de vortex 'hun' Arturo was, of de dubbelganger uit de wereld die ze net hadden verlaten. Dit mysterie is ook in de rest van de serie niet opgelost, en heeft sindsdien veel fans beziggehouden. De bedenker van de serie, Tracy Torme maakte bekend dat hij wel had uitgedacht welke Arturo er door de vortex kwam, maar dat hij dit niet wil onthullen. Hij vertelde alleen dat enkele afleveringen daarna aanwijzingen bevatten.

### Earth Prime
Dit is de naam gegeven aan het universum waar de originele vier Sliders oorspronkelijk hun reis begonnen, en die ze dus terug proberen te vinden. Al meerdere malen zijn ze daadwerkelijk op Earth Prime beland, maar moesten altijd weer vertrekken om één of andere reden. voorbeeld: in het eerste seizoen kwamen de Sliders dankzij een alternatieve Quinn op Earth Prime. Maar omdat de timer over twee minuten alweer op 0 stond hadden ze niet genoeg tijd om uit te zoeken of dit echt hun universum was en besloten er niet op te gokken, maar verder te reizen.

### Kromaggs
De Kromaggs zijn een soort van mensachtige primaten. Ze zijn technologisch geavanceerder dan mensen. In hun eigen wereld werden ze door mensen verdreven van de Aarde die zij Kromagg Prime noemden. Ze hebben zich sindsdien voorgenomen alle parallelle Aardes bevolkt door mensen te veroveren alvorens een poging te doen Kromagg Prime terug te veroveren. Kromaggs lijken qua uiterlijk op mensen, maar zijn op een andere manier geëvolueerd vanuit een agressieve primatensoort.
De slidingtechnologie kregen ze in handen door een dubbelganger van Quinn, diezelfde dubbelganger die de formule kwam vervolledigen in de eerste aflevering.

### Hotel
De Sliders verblijven in elk universum waar ze arriveren vaak in hetzelfde hotel, en vaak ook nog eens in dezelfde kamer. In seizoen 1 is dit kamer 12 in Motel 12 in San Francisco. In seizoen twee is dit het Dominion Hotel in San Francisco. In seizoen 3 is dit het Chancellor Hotel in Los Angeles. In seizoen vier en vijf is dit het Chandler Hotel, eveneens in Los Angeles.

## Connecties met andere werken
Een mogelijke inspiratiebron voor de serie was George R.R. Martins pilotaflevering “Doorways”, geproduceerd in 1992 voor ABC. In deze pilot vluchten een aantal mensen door parallelle werelden. Hoewel ABC geïnteresseerd was, werd de geplande serie nooit gemaakt en bleef het bij die ene pilot. Toen Sliders in première ging, merkten veel critici de gelijkenissen met “Doorways” op.

## Spin-offs
- De pilotaflevering van Sliders werd door sciencefictionschrijver Brad Linaweaver verwerkt tot een boek, en uitgebracht in de lente van 1996. De boekversie bevat ook enkele scènes die nooit in de aflevering zelf zijn verwerkt.
- Linaweaver schreef later ook een afleveringengids voor de serie getiteld Sliders: The Classic Episodes. Deze gids omvat seizoenen 1 t/m 3.
- Dennis McCarthy produceerde een Sliders soundtrack met daarop muziek van seizoen 1 van de serie.[6]
- Sliders werd ook verwerkt tot een stripserie, gepubliceerd door Acclaim Comics. Tracy Tormé en Robert K. Weiss, de bedenkers van de televisieserie, bemoeiden zich niet met de strip, maar Tracy Tormé gaf de schrijvers soms wel wat details over afleveringen die nooit waren gemaakt.

## Voetnoten
1. ↑  De Nederlandse televisiezender SBS6 vertaalde het met 'springen' in de zomer van 2006
2. ↑  Arturo Vs. Arturo. Gearchiveerd op 20 september 2006. Geraadpleegd op 12 oktober 2006.
3. ↑  Tracy Torme - 10 Jan 00. Gearchiveerd op 8 oktober 2006. Geraadpleegd op 12 oktober 2006.
4. ↑  “Doorways” op de IMDb. Gearchiveerd op 3 februari 2009. Geraadpleegd op 30 januari 2009.
5. ↑  https://web.archive.org/web/20071125015637/http://groups.google.com/group/rec.arts.sf.tv/msg/d2e6549ee3044779?dmode=source&hl=en noted
6. ↑  https://web.archive.org/web/20081225235353/http://www.dennismccarthy.com/sliders.html Accessed: 19 augustus 2007